# Литейное производство

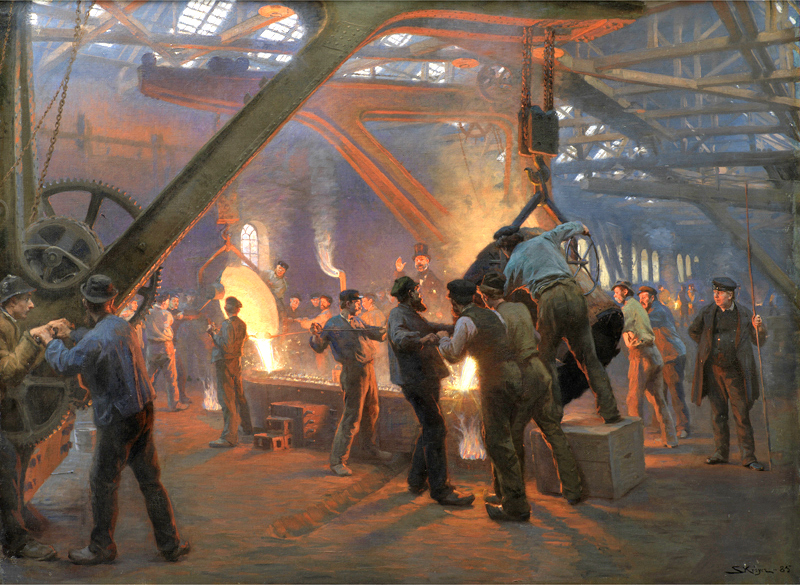
Картина Педера Северина Кройера, изображающая литейное производство.

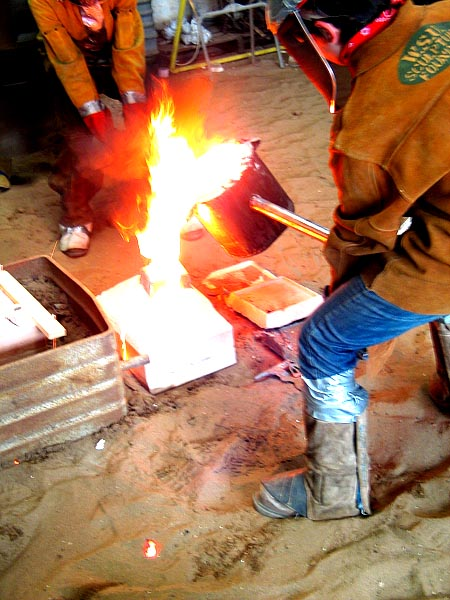
Ручная заливка металла в изложницу (форму)

Литейное производство — отрасль машиностроения (производства), занимающаяся изготовлением фасонных деталей и заготовок путём заливки расплавленного металла в изложницу (форму), полость которой имеет конфигурацию требуемой детали (изделия).

## История
Способ получения изделий путём литья их из металла известен уже более пяти тысяч лет. Первыми отливками были несложные предметы домашнего обихода и украшения, отливаемые из меди и бронзы: котлы, рукомойники, серьги, кресты, кольца и так далее.
В процессе литья, при охлаждении металл в форме затвердевает и получается отливка — готовая деталь или заготовка, которая при необходимости (повышение точности размеров и снижения шероховатости поверхности) подвергается последующей механической обработке. В связи с этим перед литейным производством стоит задача получения отливок, размеры и форма которых максимально приближена к размерам и форме готовой детали. В машинах и промышленном оборудовании от 50% до 95% всех деталей изготовляют способом литья в формы.
Для изготовления отливок в разовых песчаных формах необходима специальная литейная оснастка, от конструкции и качества которой в значительной мере зависит качество и трудоёмкость производства литья.
Литейная оснастка по своей роли в процессе изготовления отливок подразделяется на формообразующую (основную) и универсальную (вспомогательную).
Формообразующая оснастка представляет собой модельный комплект, в который входят: модели, стержневые ящики, элементы литниковой системы, модельные плиты, шаблоны для изготовления форм и стержней.
Модель — приспособление для получения внутренних рабочих поверхностей в литейной песчаной форме, которые после заполнения расплавом образуют отливку.

## Материалы
Изготовление литых изделий осуществляется из литейных сплавов, к которым относятся:
- Чугуны — серый литейный, ковкий и высокопрочный чугун
- Медные сплавы — латуни и бронзы.
- Алюминиевые сплавы.
- Стали — углеродистые и легированные[1].
- Магниевые сплавы[2].

## Моделирование литейных процессов

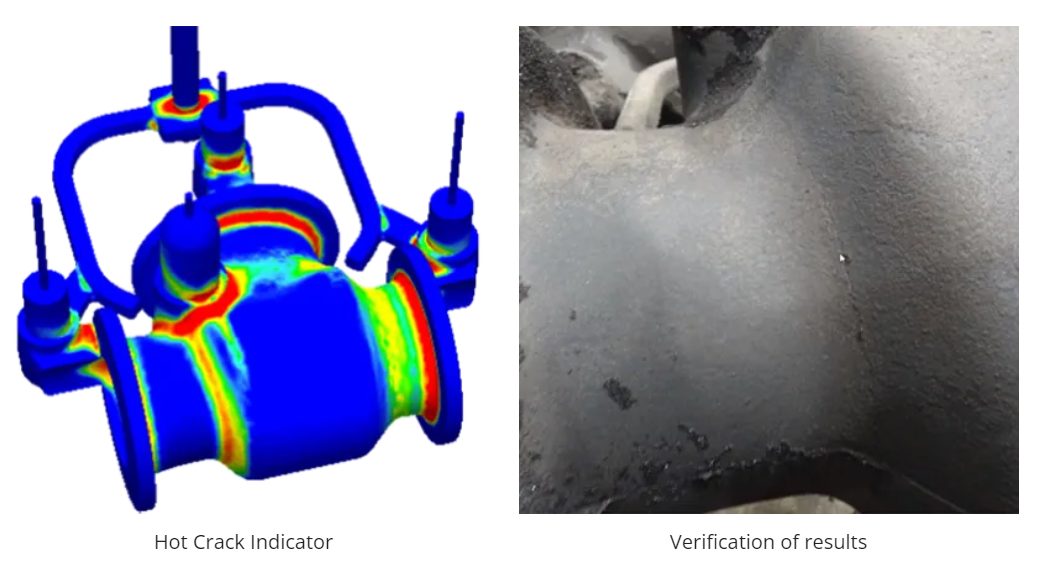
Программное обеспечение для моделирования процессов литья предоставляет возможности для интерактивной и автоматизированной оценки результатов (например, скорости и характеристик заполнения и затвердевания формы, пористости, образовании микротрещин и других дефектов).

Симуляция процесса литья использует численные методы для расчета качества отлитых компонентов, учитывая заполнение формы, кристаллизацию и охлаждение, и обеспечивает количественное предсказание механических свойств отливки, термических напряжений и деформаций. Симуляция точно описывает качество отлитого компонента заранее, до начала производства. Отливочное оборудование может быть спроектировано с учетом требуемых свойств компонента. Это имеет преимущества не только в сокращении предварительного производственного тестирования, но и в точной компоновке всей системы литья, что также приводит к экономии энергии, материалов и инструментов.
Программное обеспечение поддерживает пользователя в проектировании компонентов, определении практики плавки и методов литья, а также в изготовлении моделей и форм, термической обработке и финишной обработке. Это позволяет сократить затраты на всем пути процесса литья.
Симуляция процесса литья впервые была разработана в университетах, начиная с начала 70-х годов, в основном в Европе и в США, и считается наиболее важным нововведением в технологии литья за последние 50 лет. С конца 80-х годов доступно различные варианты коммерческого программного обеспечения, которые позволяют литейным заводам получить новое представление о том, что происходит внутри формы или литейного инструмента во время процесса литья. 